# Tilburg Trappers
Die Tilburg Trappers sind ein niederländischer Eishockeyverein aus Tilburg, der 1938 als Tilburgsche IJs Sport Club gegründet wurde. Die Trappers gehören zu den erfolgreichsten Eishockeyclubs in den Niederlanden. Die Vereinsfarben sind gelb und blau. Wie im niederländischen Eishockey üblich, liefen die Trappers mit dem Namen des Hauptsponsors auf. Dies war DESTIL, weshalb auf den Trikots der Schriftzug DESTIL Trappers zu sehen war.

## Geschichte
Der Ehrendivision, der höchsten niederländischen Spielklasse, gehörten die Trappers ab deren Gründung an. Die zweite Mannschaft des Vereins spielte lange in der Eerste Divisie, der zweithöchsten Spielklasse des Landes.
Besonders in den 1970er Jahren waren die Tilburg Trappers erfolgreich. Insgesamt wurden sie 15-mal niederländischer Meister (1947, 1971, 1972, 1973, 1974, 1975, 1976, 1994, 1995, 1996, 2001, 2007, 2008, 2014, 2015) und ebenfalls 15-mal Pokalsieger (1973, 1974, 1975, 1976, 1992, 1994, 1995, 1997, 2001, 2006, 2008, 2011, 2013, 2014, 2015). Den Meistertitel sicherte sich das Team zwischen 1971 und 1976 durchgehend.
Seit der Saison 2015/16 nehmen die Trappers an der deutschen Oberliga Nord teil. Dort belegten die Trappers in ihrer ersten Spielzeit den zweiten Platz hinter den Füchsen Duisburg. Durch Play-off-Siege gegen die Hannover Scorpions, den EV Landshut und den EC Peiting erreichten sie das Finale um die Oberliga-Meisterschaft, das durch eine 3:0-Finalserie gegen den EHC Bayreuth gewonnen wurde. Die Trappers sind damit das erste ausländische Team, welches einen nationalen deutschen Eishockeytitel gewann; der Aufstieg wurde ihnen jedoch verwehrt.
Die Saison 2016/17 beendeten die Trappers auf dem vierten Platz, hinter der Herner EV, den Füchsen Duisburg und den Moskitos Essen. In den Play-offs besiegten die Tilburger die Crocodiles Hamburg, den VER Selb und die Moskitos Essen mit jeweils 3-1. Auch im Finale gegen den EC Bad Tölz (Meister der Oberliga Süd) gewannen die Trappers mit 3-1; wie schon ein Jahr zuvor durften sie allerdings nicht aufsteigen.
Neben der Oberligamannschaft sind die Trappers auch mit Mannschaften im niederländischen Eishockeysystem vertreten.
Die zweite Mannschaft des Vereins nahm von 2015 bis 2020 an der belgisch-niederländischen BeNe-League teil.

## Stadion
Mit einem Zuschauerschnitt von 2.181 Zuschauern (2008) pro Spiel gehört das IJssportcentrum Tilburg zu den bestbesuchten Eishockey-Stadien des Königreichs. Die 1996 erbaute Halle fasst 2.500 Zuschauer und ist eine der modernsten in den Niederlanden.

## Erfolge
- Meister der Eredivisie: 1946/47, 1970/71 bis 1975/76, 1993/94, 1994/95, 1995/96, 2000/01, 2006/07, 2007/08, 2013/14, 2014/15
- Gewinn des niederländischen Pokalwettbewerbes (Dutch Beker Cup): 1973 bis 1976, 1992, 1994, 1995, 1997, 2001, 2006, 2008, 2011, 2013, 2014, 2015
- Deutscher Oberliga-Meister 2016, 2017, 2018
- Deutscher Oberliga-Vizemeister 2019
- Meister der deutschen Oberliga Nord 2018, 2019, 2020, 2025